# Ramon Saro
Ramon de Lima Saro, mais conhecido como Ramon Saro,[carece de fontes?] ou simplesmente Ramon (Itapecerica, 26 de julho de 1991), é um futebolista brasileiro naturalizado timorense que atua como zagueiro. Atualmente joga pela Seleção Timorense.

## Carreira internacional
Ramon jogou sua primeira partida internacional frente ao Camboja, no dia 5 de outubro de 2012, pela Copa AFF Suzuki. Marcou seu primeiro gol contra a Malásia, em 11 de junho de 2015, pelas eliminatórias da Copa do Mundo FIFA de 2018.
Em 19 de janeiro de 2017, a CAF (AFC) declarou Saro e one outs futebolistas brasileiros inelegíveis para representer Timor-Leste.